# 249539 Pedrosevilla
249539 Pedrosevilla è un asteroide della fascia principale. Scoperto nel 2010, presenta un'orbita caratterizzata da un semiasse maggiore pari a 3,0830385 UA e da un'eccentricità di 0,1379750, inclinata di 7,65868° rispetto all'eclittica.
L'asteroide è dedicato a Pedro Sevilla.